# دونالد ر. سميث
دونالد ر. سميث (بالإنجليزية: Donald R. Smith)‏ هو سياسي أمريكي، ولد في 13 نوفمبر 1926، وتوفي في 4 فبراير 1982 في شيكاغو في الولايات المتحدة. حزبياً، نشط في الحزب الجمهوري.